# Dendrobates nubeculosus
Espèce
Statut de conservation UICN

 DD  : Données insuffisantes
Statut CITES
Dendrobates nubeculosus est une espèce d'amphibiens de la famille des Dendrobatidae.

## Répartition
Cette espèce est endémique du Guyana. Elle se rencontre vers Rockstone sur l'Essequibo dans le district du Haut-Demerara-Berbice.

## Description
Le mâle holotype mesure 24,5 mm.

## Publication originale
- Jungfer & Böhme, 2004 : A new poison-dart frog (Dendrobates) from northern central Guyana (Amphibia: Anura: Dendrobatidae). Salamandra Rheinbach, vol. 40, no 2, p. 99–104 (texte intégral).